# Atyria pernigrata
Atyria pernigrata là một loài bướm đêm trong họ Geometridae.